# Кері-Хіроюкі Тагава
Кері-Хіроюкі Таґава (англ. Cary-Hiroyuki Tagawa; нар. 27 вересня 1950) — американський актор японського походження, продюсер та майстер бойових мистецтв. У 2015 році перейшов в православ'я, а у 2016 році отримав російське громадянство.

## Життєпис
Кері-Хіроюкі Таґава народився 27 вересня 1950 року у Токіо, Японія. Батько американський військовий, мати японська акторка. У 1955 році його родина переїхала в США. У школі Кері почав займатися кендо, потім займався карате. Закінчив Університет Південної Каліфорнії. Працював масажистом футбольної команди Гавайського університету. Перш ніж почати акторську кар'єру працював на фермі, фотожурналістом, водієм.

## Кар'єра
Акторську кар'єру почав в масовці фільму «Великий переполох у малому Китаї» (1986). Грав епізодичні ролі в серіалах «Зоряний шлях: Наступне покоління», «Грім у раю», «Рятівники Малібу», «Вавилон 5». Знявся в таких фільмах, як «Розбірки у маленькому Токіо» (1991), «Смертельна битва» (1995), «Вампіри» (1998), «Битва драконів» (1999), «Перл-Гарбор» (2001), «Мемуари гейші» (2005). У кіно грає, як правило, негативних персонажів. Одна з небагатьох позитивних ролей в серіалі «Детектив Неш Бріджес», де він зіграв лейтенанта Шимамуру.
У 2013 році зіграв роль сьогуна Токугави Цунайосі у фільмі «47 ронінів».
У 2019 році повернувся до ролі Шан Цзуна для комп'ютерної гри Mortal Kombat 11. Ба більше, вперше в грі образ персонажа був фактично змальований з Кері.

## Особисте життя
Кері живе на Гаваях, куди переїхав разом із сім'єю 1992 року. Він розлучений, але підтримує хороші стосунки з двома колишніми дружинами і трьома дітьми.
У 2015 році в Москві, у Скорбященській церкві на Великій Ординці, Тагава 12 листопада прийняв православне хрещення з ім'ям Пантелеймон. Таїнство здійснив митрополит Волоколамський Іларіон (Алфєєв).
В 2016 році отримав російське громадянство.

## Фільмографія

### Фільми
| Рік  |    | Українська назва                 | Оригінальна назва                  | Роль                |
| ---- | -- | -------------------------------- | ---------------------------------- | ------------------- |
| 1986 | ф  | Великий переполох у малому Китаї | Big Trouble in Little China        | найманець Вінг Конг |
| 1986 | ф  | Збройна відсіч                   | Armed Response                     | Тоші                |
| 1987 | ф  | Останній імператор               | The Last Emperor                   | Чанг                |
| 1988 | ф  | Близнюки                         | Twins                              | Oriental Man        |
| 1989 | ф  | Ліцензія на вбивство             | Licence to Kill                    | Кванг               |
| 1991 | ф  | Кікбоксер 2: Дорога назад        | Kickboxer 2: The Road Back         | Санга               |
| 1991 | ф  | Досконала зброя                  | The Perfect Weapon                 | Кай                 |
| 1991 | ф  | Розбірки у маленькому Токіо      | Showdown in Little Tokyo           | Фунекей Йошида      |
| 1992 | ф  | Американізуй мене                | American Me                        | Ел Джапо            |
| 1992 | ф  | Немезида                         | Nemesis                            | Енджі-Лів           |
| 1995 | ф  | Небезпечний                      | The Dangerous                      | Кон                 |
| 1995 | ф  | Смертельна битва                 | Mortal Kombat                      | Шан Цунг            |
| 1995 | ф  | Протистояння                     | Heat                               | поліцейський        |
| 1995 | ф  | Бійці                            | Soldier Boyz                       | Він Мо              |
| 1996 | ф  | Фантом                           | The Phantom                        | Кабай Сенг          |
| 1997 | ф  | Вершина світу                    | Top of the World                   | капітан Гефтер      |
| 1998 | ф  | Вампіри                          | Vampires                           | Девід Дейо          |
| 1998 | ф  | Американські дракони             | American Dragons                   | Матсуяма            |
| 1999 | ф  | Битва драконів                   | Bridge of Dragons                  | генерал Рючанг      |
| 2001 | ф  | Примара                          | The Ghost                          | Чанг                |
| 2001 | ф  | Перл-Гарбор                      | Pearl Harbor                       | Мінору Генда        |
| 2001 | ф  | Планета мавп                     | Planet of the Apes                 | Крулл               |
| 2005 | ф  | Мемуари гейші                    | Memoirs of a Geisha                | Барон               |
| 2005 | ф  | Електра                          | Elektra                            | Росі                |
| 2007 | ф  | Ближній бій                      | Blizhniy Boy: The Ultimate Fighter | Алібек              |
| 2008 | в  | Зниклий воїн                     | Lost Warrior: Left Behind          | детектив Йошида     |
| 2009 | ф  | Теккен                           | Tekken                             | Хейхаті Місіма      |
| 2009 | ф  | Гробниця                         | The Tomb                           | Лен Берріс          |
| 2013 | ф  | 47 Ронін                         | 47 Ronin                           | сьогун Цунайоші     |
| 2014 | ф  | Ніндзя апокаліпсісу              | Ninja Apocalypse                   | Фумітака            |
| 2014 | ф  | Теккен 2                         | Tekken 2: Kazuya's Revenge         | Хейхаті Місіма      |
| 2015 | ф  | Работоргівля                     | Skin Trade                         | сенатор Хат         |
| 2015 | ф  |                                  | The Man with the Iron Fists 2      | мер                 |
| 2015 | ф  |                                  | Little Boy                         | Хашимото            |
| 2015 | ф  | Ієрей-Сан                        | «Иере́й-Сан»                        | отець Володимир     |
| 2016 | ф  | Розбірки у Манілі                | Showdown in Manila                 | Олдрік Коул         |
| 2016 | мф | Кубо і легенда самурая           | Kubo and the Two Strings           | Акіхіро (голос)     |
| 2016 | ф  |                                  | The Whole World at Our Feet        | Хазар               |
| 2020 | ф  | Небесні акули                    | Sky Sharks                         | Майкл Морель        |
| 2024 | ф  | Рейган                           | Reagan                             | Накасоне Ясухіро    |

### Телебачення
| Рік       |    | Українська назва                     | Оригінальна назва                                         | Роль                   |
| --------- | -- | ------------------------------------ | --------------------------------------------------------- | ---------------------- |
| 1987      | с  | Макгайвер                            | MacGyver                                                  | покупець               |
| 1987      | с  | Сім'я Колбі                          | The Colbys                                                | містер Сунг            |
| 1987      | с  | Зоряний шлях: Наступне покоління     | Star Trek: The Next Generation                            | Бейліф                 |
| 1987—1989 | с  | Поліція Маямі                        | Miami Vice                                                | Тегоро / Кенжі Фуджіцу |
| 1988      | с  | Готель                               | Hotel                                                     | інспектор Чін          |
| 1989      | с  | Суперхлопчик                         | Superboy                                                  | детектив Джед Слейд    |
| 1989      | с  | Тиха пристань                        | Knots Landing                                             | містер Тойо            |
| 1989      | с  | Детективне агентство «Місячне сяйво» | Moonlighting                                              | артист                 |
| 1989      | тф | Зроблено в Лос-Анджелесі             | L.A. Takedown                                             | Hugh Benny             |
| 1989      | с  | Миролюбне королівство                | A Peaceable Kingdom                                       | тренер                 |
| 1989      | с  | Нація прибульців                     | Alien Nation                                              | Ямато                  |
| 1989      | с  | Місія нездійсненна                   | Mission: Impossible                                       | Ванг Кай               |
| 1990      | с  | Противні хлопчики                    | Nasty Boys                                                | Макс                   |
| 1990      | с  | Джейк і товстун                      | Jake and the Fatman                                       | Реймонд Чар            |
| 1990      | с  | Хардбол                              | Hardball                                                  | якудза                 |
| 1991      | тф | Місія акули                          | Mission of the Shark: The Saga of the U.S.S. Indianapolis | Хасімото               |
| 1991      | тф | Не з цього світу                     | Not of This World                                         | Шикідо                 |
| 1992      | с  | Рятівники Малібу                     | Baywatch                                                  | Масон Сато             |
| 1992      | с  | Ворон                                | Raven                                                     | Осато                  |
| 1993      | с  | Відступник                           | Renegade                                                  | Хіротака               |
| 1993—1994 | с  | Космічні рятівники                   | Space Rangers                                             | Зілін                  |
| 1995      | с  | Вавилон 5                            | Babylon 5                                                 | Моріші                 |
| 1996      | с  | Сібілл                               | Cybill                                                    | Кенджі                 |
| 1996      | с  | Детектив Неш Бріджес                 | Nash Bridges                                              | лейтенант Шимамура     |
| 1996      | с  | Сабріна — маленька відьмочка         | Sabrina, the Teenage Witch                                | Тай Вей Тсе            |
| 1997      | тф | Ворон: Повернення Чорних Драконів    | Raven: Return of the Black Dragons                        | Осато                  |
| 1997      | мс | Казкові історії для всіх дітей       | Happily Ever After: Fairy Tales for Every Child           | Кінг Юнг-Джин          |
| 1997      | с  | Зоряна брама: SG-1                   | Stargate SG-1                                             | Турган                 |
| 1998      | с  | Полтергейст: Спадщина                | Poltergeist: The Legacy                                   | Сем Танака             |
| 1998      | с  | Помста без меж                       | Vengeance Unlimited                                       | Аунг Майнт             |
| 1999      | с  | Сім днів                             | Seven Days                                                | Пітер                  |
| 1999      | тф | Патруль мережі                       | NetForce                                                  | Леонг Ченг             |
| 2000      | с  | Вокер, техаський рейнджер            | Walker, Texas Ranger                                      | Мастер Ко              |
| 2003      | тф | Гавайське весілля                    | Baywatch: Hawaiian Wedding                                | Сато                   |
| 2004      | с  | Гаваї                                | Hawaii                                                    | капітан Террі Харада   |
| 2007      | с  | Герої                                | Heroes                                                    | The Swordsmith         |
| 2011      | с  | Гаваї 5.0                            | Hawaii Five-0                                             | Хіро Нашіморі          |
| 2012—2013 | с  | Помста                               | Revenge                                                   | Сатоші Такеда          |
| 2013      | с  | Смертельна битва: Спадщина           | Mortal Kombat: Legacy                                     | Шан Цунг               |
| 2014      | с  | Вовченя                              | Teen Wolf                                                 | Каташі                 |
| 2014      | с  | Бібліотекарі                         | The Librarians                                            | містер Дрейк           |
| 2015—2018 | с  | Людина у високому замку              | The Man in the High Castle                                | Нобусуке Таґомі        |
| 2016      | с  | Грімм                                | Grimm                                                     | Такесі Хімура          |
| 2016      | мс | Черепашки Ніндзя                     | Teenage Mutant Ninja Turtles                              | Сумо Кума (голос)      |
| 2017      | мс | Зоряні війни: Повстанці              | Star Wars Rebels                                          | Alrich Wren (голос)    |
| 2018      | с  | Загублені у космосі                  | Lost in Space                                             | Хірокі Ватанабе        |
| 2020      | мс | Качині історії                       | DuckTales                                                 | Акіта (голос)          |
| 2021      | мс | Зоряні війни: Видіння                | Star Wars: Visions                                        | Валко (голос)          |
| 2023      | мс | Блакитноокий самурай                 | Blue Eye Samurai                                          | Мастер Ейдзі (голос)   |

## Озвучування відеоігор
| Рік  | Назва                     | Персонаж     | Примітки                    |
| ---- | ------------------------- | ------------ | --------------------------- |
| 1997 | Soldier Boyz              | Він Мок      |                             |
| 2003 | Batman: Rise of Sin Tzu   | Сін Тзу      |                             |
| 2016 | World of Warcraft: Legion | різні голоси |                             |
| 2019 | Mortal Kombat 11          | Шанг Цунг    | також зовнішність персонажа |